# پخت (شیمی)
پخت یا کیورینگ (به انگلیسی: Curing) یک فرآیند شیمیایی است، که در شیمی پلیمر و مهندسی فرآیند به کار می‌رود و باعث چقرمه شدن یا سخت شدن یک ماده پلیمری با اتصال عرضی زنجیره‌های پلیمری می‌شود.  اصطلاح "پخت" را می توان برای تمام فرآیندهایی که در آن یک محصول جامد از محلولی مایع به دست می آید استفاده کرد، حتی اگر به شدت با تولید پلیمرهای گرماسخت همراه باشد، مانند پلاستیزول‌های PVC.

## فرآیند پخت

شکل 1: ساختار یک چسب اپوکسی پخته شده. هاردنر تریامین با رنگ قرمز و رزین با رنگ مشکی نشان داده شده است. گروه های اپوکسید رزین با سخت کننده واکنش داده اند. این ماده دارای اتصال عرضی زیادی است و حاوی بسیاری از گروه های OH است که خاصیت چسبندگی ایجاد می کند.

در طول فرآیند پخت، مونومر‌ها و الیگومر‌های منفرد، به صورت مخلوط یا غیر مخلوط با عامل پخت، واکنش نشان می‌دهند و یک شبکه پلیمری سه بعدی را تشکیل می دهند.
در همان بخش اول واکنش، انشعابی از مولکول‌ها با معماری‌های مختلف تشکیل می‌شوند و جرم مولکولی آن‌ها به مرور زمان با میزان واکنش افزایش می‌یابد تا اندازه شبکه با اندازه سیستم برابر شود. این سیستم، حلالیت خود را از دست داده و گران‌روی آن به بی‌نهایت میل می‌کند. مولکول‌های باقی مانده شروع به همزیستی با شبکه ماکروسکوپی میکنند تا زمانی که با شبکه واکنش نشان دهند و اتصال‌های عرضی دیگری را ایجاد کنند. چگالی اتصال عرضی افزایش می‌یابد تا زمانی که سیستم به پایان واکنش شیمیایی برسد.
شرایط القای پخت می‌تواند توسط گرما، تابش، پرتوهای الکترونی یا افزودنی های شیمیایی ایجاد شود. به نقل از IUPAC : کیورینگ "ممکن است نیاز به مخلوط کردن با یک عامل پخت شیمیایی داشته یا نداشته باشد." بنابراین، دو دسته گسترده عبارتند از (الف) پخت ناشی از افزودنی‌های شیمیایی (همچنین با نام عوامل پخت یا سخت کننده‌ها نیز شناخته می‌شوند) و (ب) پخت در غیاب مواد افزودنی. یک مورد حد واسط شامل مخلوطی از رزین و مواد افزودنی است که به محرک خارجی (نور، گرما، تابش) برای القای پخت نیاز دارد.
روش پخت بستگی به نوع رزین و کاربرد آن دارد. در این فرآیند توجه ویژه‌ای به انقباض ناشی از پخت می شود و معمولاً مقادیر کوچک انقباض (2-3٪) مطلوب می‌باشد.

## پخت ناشی از مواد افزودنی

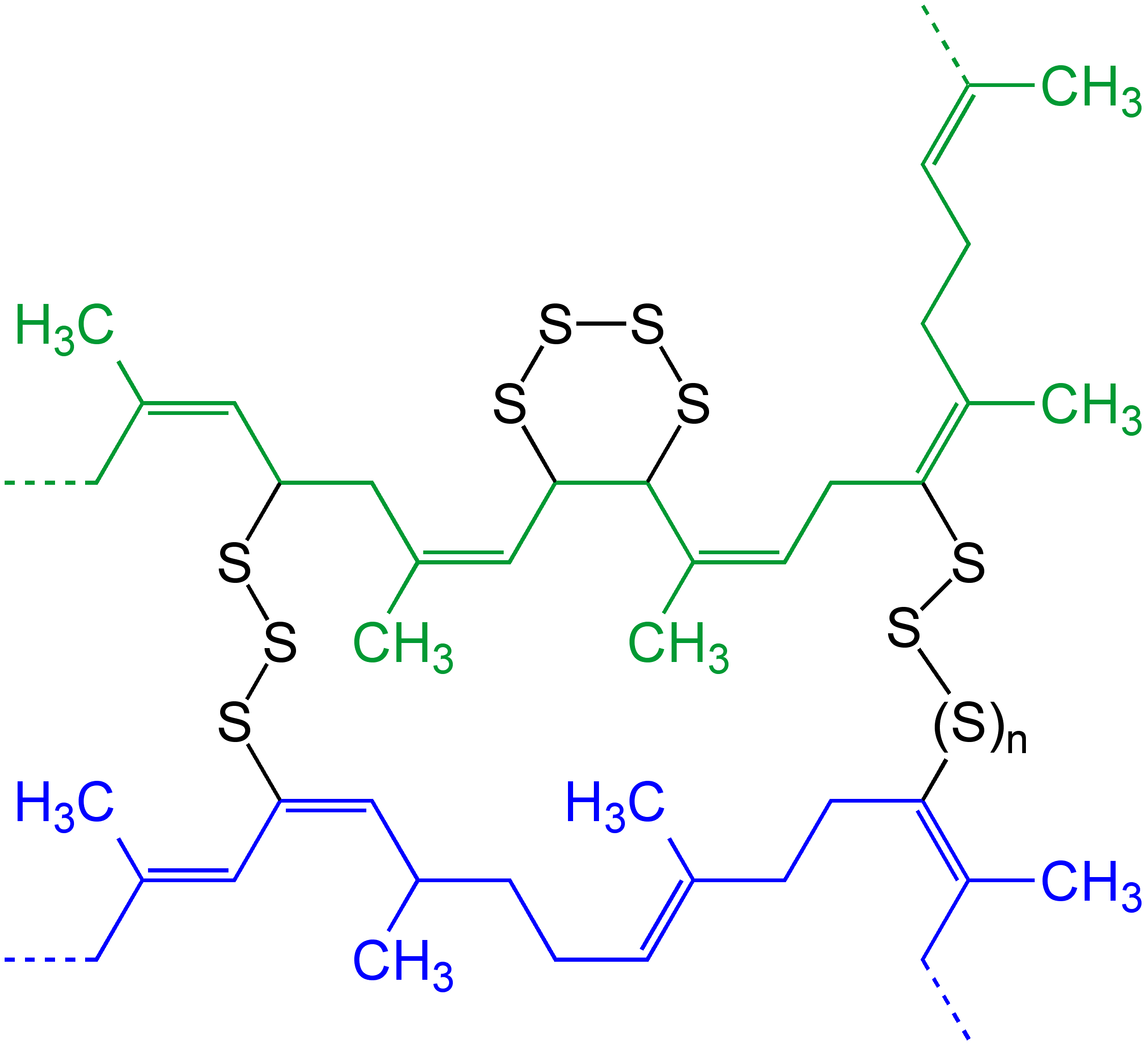
شکل 2: نمایش کلی ساختار شیمیایی لاستیک طبیعی ولکانیزه شده که اتصال عرضی دو زنجیره پلیمری (آبی و سبز) با گوگرد (... ،n = 0، 1، 2، 3) را نشان می دهد.

شکل 3: واکنش های شیمیایی ساده مرتبط با کیورینگ روغن خشک شونده. در مرحله اول، دی ان تحت خوداکسایش قرار می گیرد و هیدروپراکسید تولید می کند. در مرحله دوم، هیدروپراکسید با یک زنجیره جانبی غیراشباع دیگر ترکیب می شود تا یک اتصال عرضی ایجاد کند.

معمولاً با استفاده از مواد افزودنی که اغلب سخت کننده نامیده می شوند، فرایند پخت صورت می‌گیرد. اغلب از پلی آمین ها به عنوان سخت کننده استفاده می‌شود، زیرا گروه های آمین حلقه‌های اپوکسید را باز می‌کنند.
در لاستیک ، پخت با افزودن یک اتصال دهنده متقابل ایجاد می‌شود. فرآیند حاصل را ولکانیزاسیون گوگرد می‌نامند. طی این فرایند گوگرد تجزیه می شود و پیوندهای عرضی پلی سولفیدی بین بخش‌های زنجیره‌های پلیمری ایجاد می‌کند. استحکام و دوام و همچنین سایر خواص مواد را درجه اتصال عرضی تعیین می‌کند.
رنگ‌ها و لاک‌ها معمولاً حاوی مواد خشک‌کننده روغن هستند، عمده این مواد را معمولاً صابون‌های فلزی که اتصالات عرضی روغن‌های خشک‌شونده غیراشباع را کاتالیز می‌کنند، شامل می‌شوند. هنگامی که از اصطلاح "خشک شدن" برای رنگ استفاده می‌شود، در واقع با ایجاد اتصالات عرضی سخت می شود. اتم‌های اکسیژن به‌عنوان پیوندهای عرضی عمل می‌کنند، مشابه نقشی که گوگرد در ولکانیزه کردن لاستیک بازی می‌کند.

## پخت بدون مواد افزودنی
در مورد بتن، عمل آوری مستلزم تشکیل شبکه های عرضی سیلیکاتی است. این فرآیند بدون نیاز به مواد افزودنی القا می‌شود.
در بسیاری از موارد، رزین به عنوان یک محلول یا مخلوط با یک کاتالیزگر فعال شونده حرارتی ارائه می‌شود که باعث ایجاد اتصالات عرضی می‌شود اما این فرایند فقط پس از گرم شدن انجام می‌شود. به عنوان مثال، برخی از رزین‌های مبتنی بر آکریلات با دی بنزوئیل پراکسید فرموله می‌شوند. پس از حرارت دادن مخلوط، پراکسید به یک رادیکال آزاد تبدیل می‌شود که به یک اکریلات اضافه می‌شود و باعث ایجاد اتصال عرضی می‌شود.
برخی از رزین‌های آلی با حرارت پخته می‌شوند. همانطور که گرما اعمال می‌شود، قبل از شروع اتصال عرضی، گران‌روی رزین کاهش می‌یابد و در نتیجه با اتصال الیگومرهای تشکیل دهنده افزایش می‌یابد. این روند تا زمانی ادامه می‌یابد که شبکه سه بعدی از زنجیره‌های الیگومر ایجاد شود - این مرحله ژل شدن نامیده می شود. از نظر فرآیند پذیری رزین ، این یک مرحله مهم را نشان می دهد: قبل از ژل شدن ، سیستم نسبتاً متحرک است، پس از آن تحرک بسیار محدود است، ریزساختارهای رزین و ماده کامپوزیت ثابت شده و محدودیت‌های انتشار شدیدی برای پخت بیشتر ایجاد می‌شود. بنابراین، برای دستیابی به انجمادکامل در رزین، معمولاً نیاز است تا دمای فرآیند پس از ژل شدن افزایش دهیم.
هنگامی که کاتالیزورها توسط اشعه ماوراء بنفش فعال می شوند، این فرآیند پخت UV نامیده می شود.

## روش‌های نظارت
نظارت بر پخت در طی فرایند دارای اهمیتی بالاست، برای مثال کنترل فرآیند پخت در تولید مواد کامپوزیتی. ماده، در ابتدا مایع ، در پایان فرآیند جامد خواهد بود: گران‌روی مهمترین خاصیتی است که در طول فرآیند تغییر می کند. 
نظارت بر پخت وابسته به نظارت بر خواص فیزیکی یا شیمیایی مختلف است.

### آنالیز رئولوژیکی

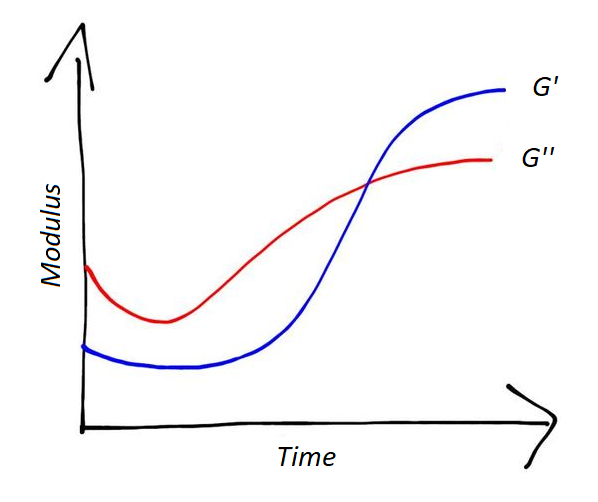
شکل 4: تکامل در زمان مدول ذخیره سازی 'G و مدول از دست دادن "G در طی یک واکنش پخت.

یک راه ساده برای نظارت بر میزان واکنش که باعث تغییر گران‌روی ماده نیز می‌شود، اندازه‌گیری تغییر مدول الاستیک است.
برای اندازه گیری مدول الاستیک یک سیستم درحال پخت، می توان از رئومتر استفاده کرد. با تجزیه و تحلیل مکانیکی-دینامیکی ، مدول ذخیره سازی ('G) و مدول تلفات (G ) را می‌توان اندازه گیری کرد. تغییر G' و G در طی زمان واکنش میتواند نشان دهنده میزان واکنش پخت انجام شده باشد.
همانطور که در شکل 4 نشان داده شده است، پس از "زمان القایی"، ('G) و ("G) با تغییر ناگهانی در شیب شروع به افزایش می‌کنند. در نقطه‌ای معین آنها باهم برخورد میکنند و پس از آن مدول ها تمایل دارند که به وضعیتی ثابت برسند. هنگامی که آنها به ثبات می رسند، واکنش به پایان می رسد.
هنگامی که سیستم مایع است، مدول ذخیره سازی بسیار کم است، در نتیجه سیستم مانند یک مایع رفتار می کند. با ادامه واکنش سیستم بیشتر شبیه به یک جامد واکنش نشان می‌دهد، که نشان دهنده افزایش مدول ذخیره سازی سیستم می‌باشد.
درجه پخت،{\displaystyle \alpha } ، را می توان به صورت فرمول زیر تعریف کرد:
{\displaystyle {\displaystyle \alpha ={\frac {G'(t)-G'_{min}}{G'_{max}-G'_{min}}}}}
درجه پخت از صفر (در ابتدای واکنش) شروع می‌شود و تا یک (پایان واکنش) رشد می‌کند. شیب منحنی درجه پخت با گذشت زمان تغییر می‌کند و حداکثر شیب آن در حدود نیمه واکنش مشاهده می‌شود.

### آنالیز حرارتی
اگر واکنش های رخ داده در طول اتصال عرضی گرمازا باشد، سرعت اتصال عرضی می‌تواند به گرمای آزاد شده در طول فرآیند مرتبط باشد. هر چه تعداد پیوندهای ایجاد شده بیشتر باشد، گرمای آزاد شده در واکنش بیشتر است. بعد از به پایان رسیدن واکنش، دیگر حرارتی آزاد نخواهد شد. برای اندازه گیری جریان حرارتی می‌توان از روش گرماسنجی روبشی تفاضلی استفاده کرد.
با فرض اینکه هر پیوندی که در طول اتصال عرضی ایجاد می‌شود، مقدار یکسانی از انرژی را آزاد می‌کنند، درجه پخت،{\displaystyle \displaystyle \alpha } ، را می‌توان به صورت فرمول زیر تعریف کرد:
{\displaystyle \alpha ={\frac {Q}{Q_{T}}}={\frac {\int _{0}^{s}{\dot {Q}}\,dt}{\int _{0}^{s_{f}}{\dot {Q}}\,dt}}}
{\displaystyle \displaystyle Q} گرمایی است که تا زمان معین {\displaystyle \displaystyle s} آزاد می‌شود ، {\displaystyle \displaystyle {\dot {Q}}} نرخ لحظه ای گرما است و {\displaystyle Q_{T}} مقدار کل گرمای آزاد شده تا زمان {\displaystyle \displaystyle s_{f}} (لحظه‌ پایان واکنش) است.
همچنین در این حالت نیز درجه پخت از صفر (ابتدای واکنش و بدون ایجاد پیوند) به یک (پایان واکنش) با شیبی که در زمان تغییر می کند و حداکثر مقدار آن در حدود نیمه‌ی واکنش مشاهده می‌شود.